# Perzische Tuin Wassenaar

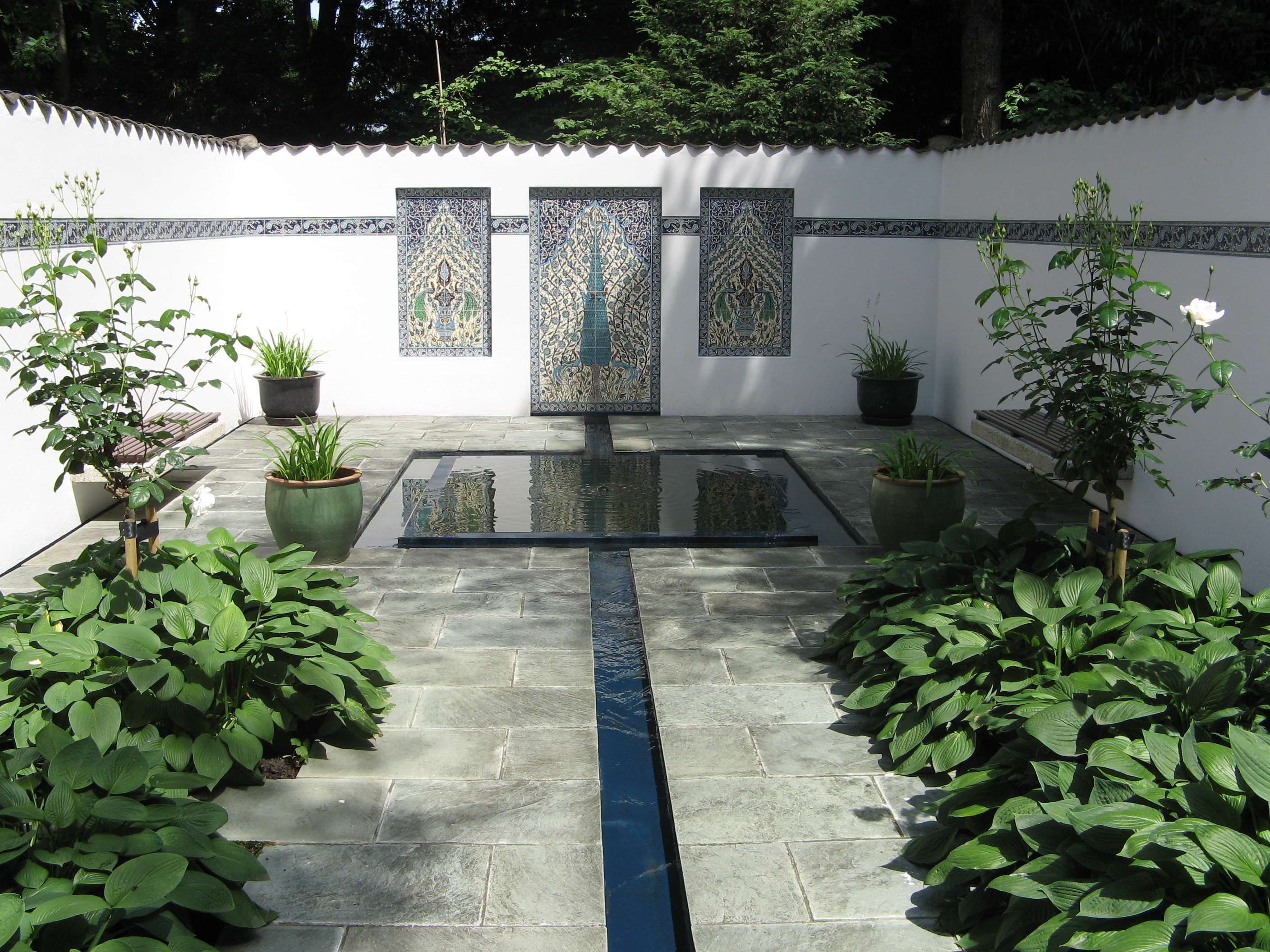
Perzische tuin Wassenaar

De Perzische tuin, ook wel genoemd de Golestan Perzische Tuin of de Perzische Rozentuin lag achter de Del Court van Krimpen Villa in Rijksdorp (Wassenaar). De ommuurde tuin had een oppervlak circa 135 vierkante meter met een zestal perken, een waterreservoir met bewegend water, waterkanaaltjes en verscheidene tegeltableaus van de keramiste Marie Balian.
In 2018 is de tuin ontmanteld in verband met de verkoop en dreigende sloop van de Del Court van Krimpen villa. Het plan is om de tuin te reconstrueren naast een natuur- en recreatiegebied op het terrein van het voormalige Vliegkamp Valkenburg.

## Geschiedenis
Het Netherlands Institute for Advanced Study in the Humanities and Social Sciences was van 1970 tot 2016 gehuisvest in de Del Court van Krimpen Villa. In de zeventiger jaren van de vorige eeuw was de Zwitserse psycholoog Kenower Weimar Bash, die veel wetenschappelijk werk in Iran had gedaan, zo enthousiast over zijn verblijf aan het NIAS dat hij besloot om zijn vermogen na te laten ten behoeve van andere wetenschappers en de bouw van de Perzische Tuin. Na het overlijden van Bash in 1986 werd de Golestan Foundation opgericht en de tuin gerealiseerd. De tuin werd beheerd door het NIAS en de NIAS Fellows’Association. De Perzische Tuin was een plek die uitnodigde tot overpeinzing en had voor het NIAS een sterke symboolwaarde.

## Perzische tuin in Wassenaar

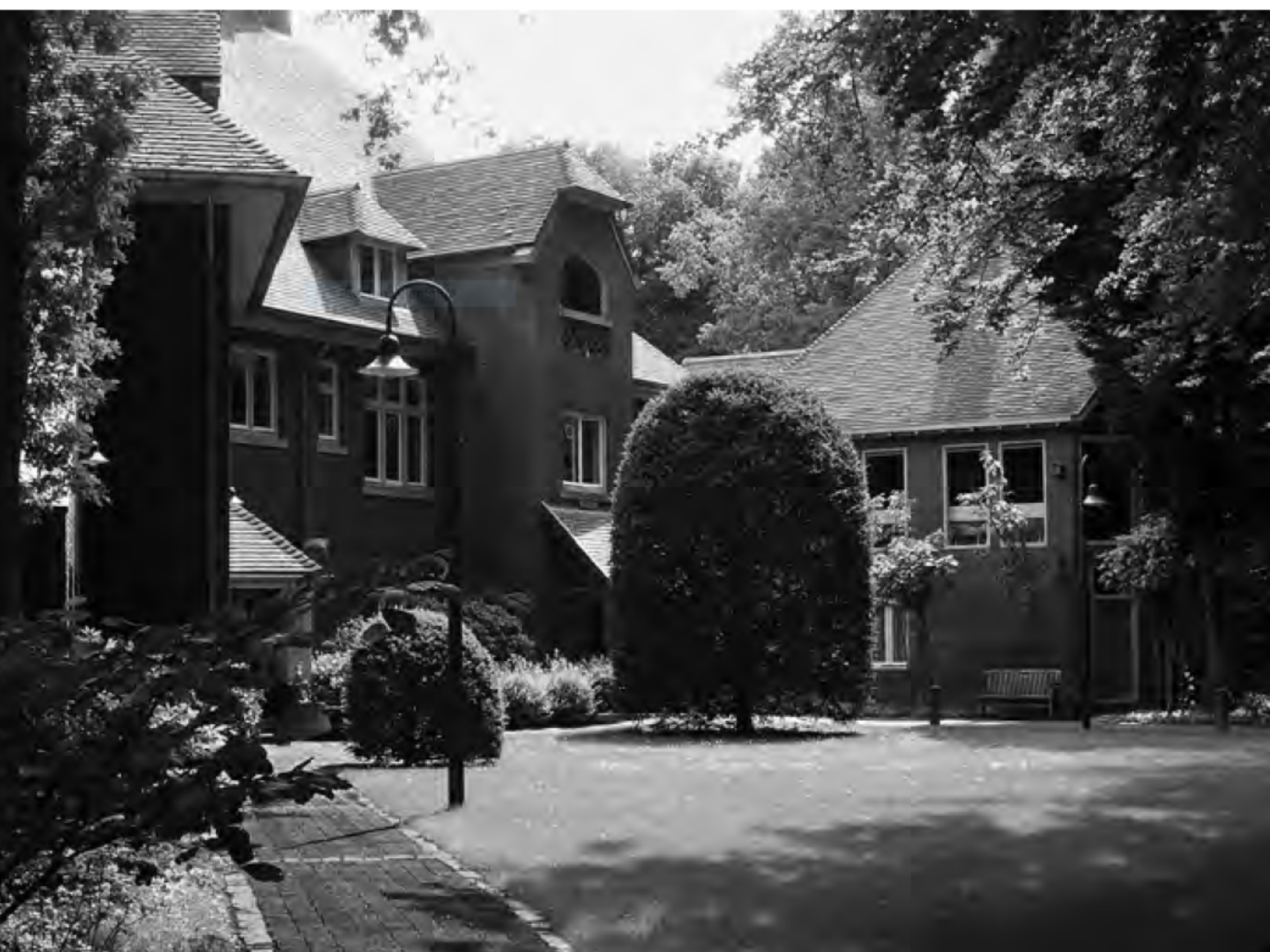
Del Court van Krimpen Villa

De Perzische tuin is onlosmakelijk verbonden aan de Perzische cultuur en stamt uit de 6e eeuw voor Christus. De tuin tracht de Hof van Eden voor te stellen.
De Wassenaarse Perzische Tuin is een hajat, klassiek en gericht op esthetiek. De tegeltableaus zijn gemaakt door de keramiste Marie Balian. Ze werden in 1992 gedurende zes maanden tentoongesteld in de Smithonian Institution. De tentoongestelde tegeltableaus werden daarna in de Wassenaarse Perzische Tuin geplaatst.

## Ontmanteling en reconstructie
Na de verhuizing van het NIAS naar Amsterdam in augustus 2016 ontstond de wens om de Perzische Tuin voor Wassenaar te behouden en open te stellen voor publiek. Tot de ondersteuners van dit plan behoren onder andere de Vrienden van Wassenaar, de Koninklijke Nederlandse Academie van Wetenschappen, het NIAS, de Algemeene Maatschappij voor Handel en Industrie, de Universiteit van Leiden/Golestan Foundation.
De KNAW verkocht de Del Court van Krimpen Villa aan een projectontwikkelaar, die op deze locatie flatgebouwen wenst te bouwen. In 2018 is de Perzische tuin ontmanteld. De elementen liggen opgeslagen in afwachting van wederopbouw aan het water, aan de Wassenaarse zijde naast het in ontwikkeling zijnde natuur- en recreatiegebied op de voormalige Vliegkamp Valkenburg.

Tegeltableaus
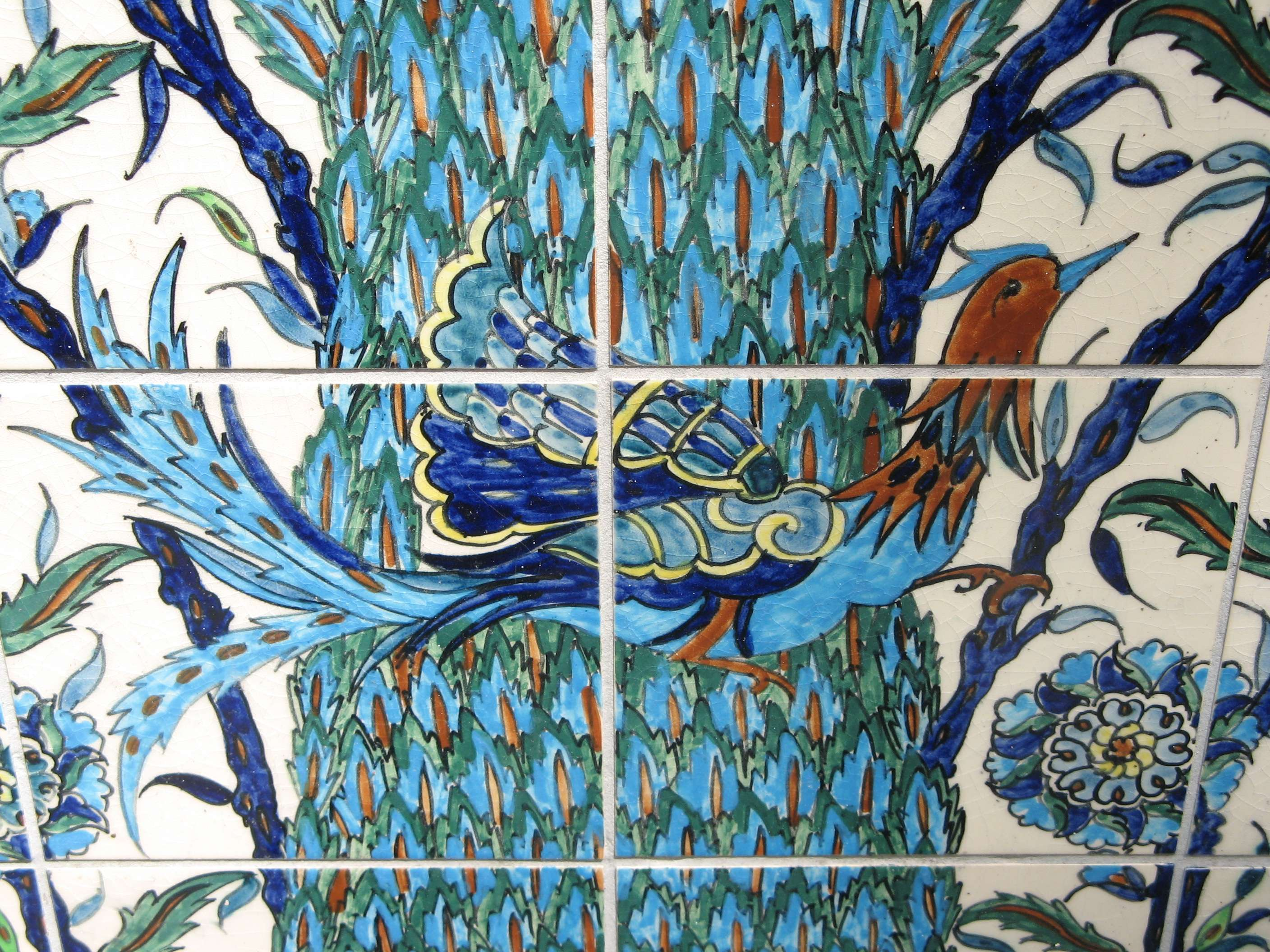
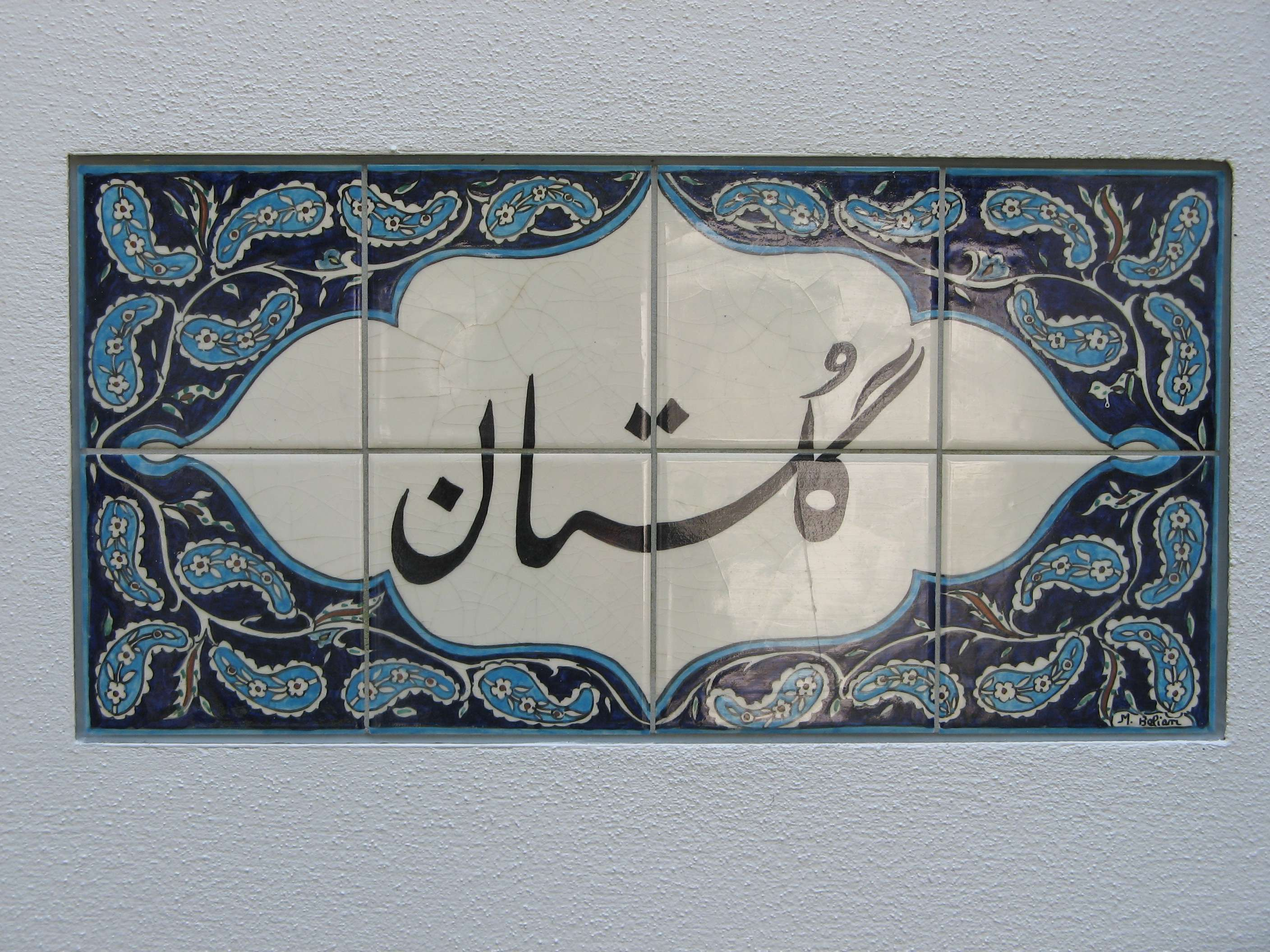
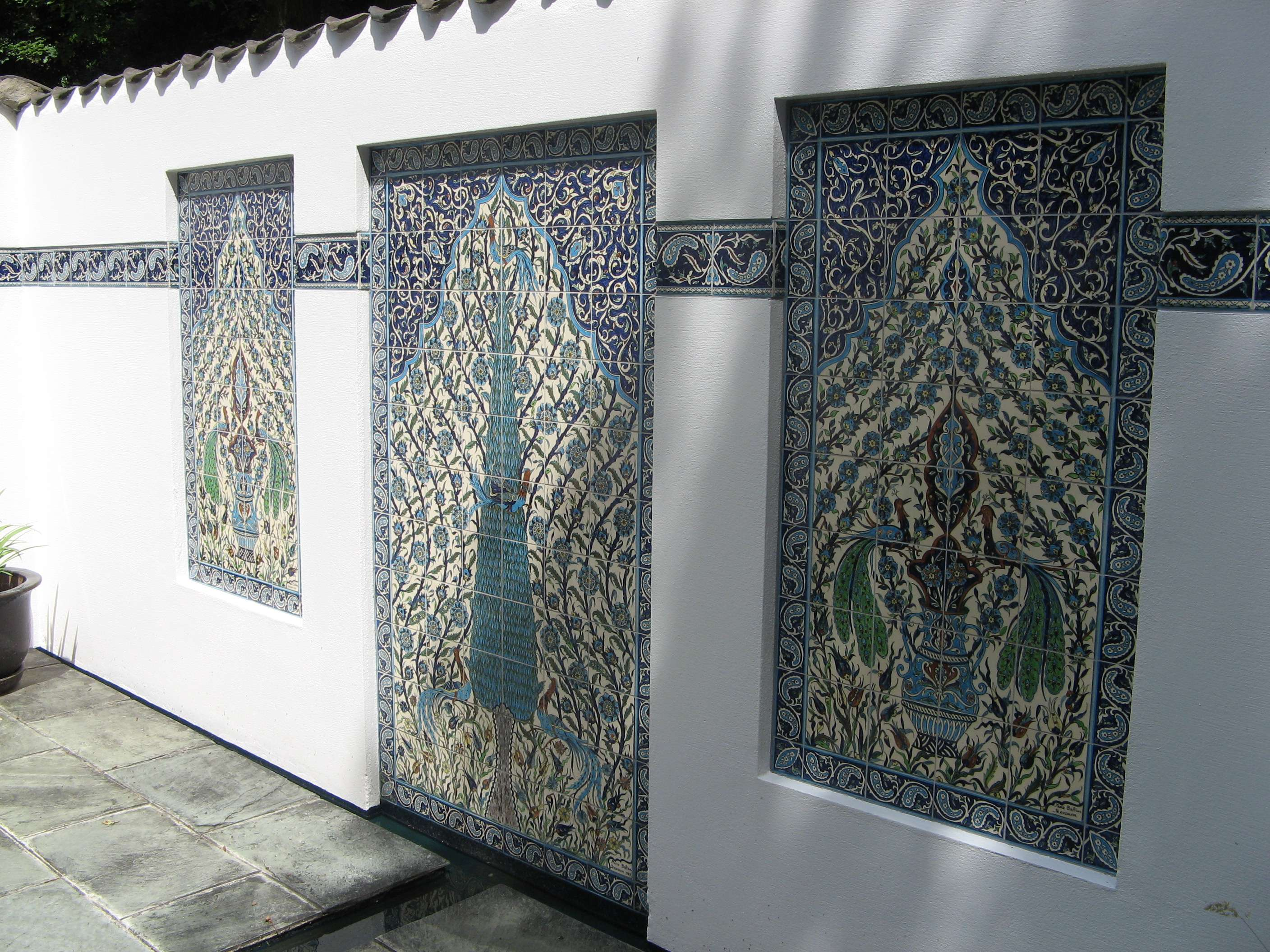